# Karl Theodor Keim
Karl Theodor Keim (Stuttgart, 1825. december 17. – Giessen, 1878. november 17.) német teológus.

## Élete
Egyetemi tanulmányait Tübingenben és Bonnban végezte, 1851-től 1855-ig Tübeingenben egyetemi segédtanár volt, 1856-ban Esslingenben diakónus, 1860-ban Zürichben rendes teológiai tanár lett; innen ugyanilyen minőségben 1873-ban Giessenbe ment. 
Egyházi beszédgyűjteményein kívül (Stuttgart 1861-62., 2 kötet) a XVI. századi reformáció történelmébe vágó több becses dolgozat jelent meg tőle; ú. m. Die Reformation der Reichsstadt Ulm (1851); Schwäbische Reformationsgeschichte bis zum Augsburger Reichstag (Tübingen, 1855); Reformationsblätter d. Reichsstadt Esslingen (Esslingen, 1860); Ambrosius Blaurer (Stuttgart, 1866). Megjelent továbbá tőle Jézus élettörténelmére vonatkozó három igen becses dolgozat a következő cím alatt: Der geschichtliche Kristus (3. kiad., Zürich, 1866); Geschichte Jesu von Nazara (1867-72, 3 kötet); Geschichte Jesu nach den Ergebnissen heutiger Wissenschaft, für weitere Kreise übersichtlich erzählt (2 kötet, Zürich 1875). Megemlítendők még: Der Übertritt Konstantins d. Gr. zum Christenthum (Zürich, 1862); Celsus wahres Wort (1873); Rom und das Christenthum (1878); Rom und d. Christ. (mit einem Nachruf von Ziegler, Berlin 1881).